# Siri Schnéevoigt
Siri Alina Schnéevoigt, född 1870 i Viborg i Finland, död 1946, var en fotograf och skådespelare främst verksam i Danmark.
Schnéevoigt gifte sig i Berlin med Hermann Friedrich Fischer och tillsammans fick den sonen George Schnéevoigt som föddes i Köpenhamn 1893, och som senare blev skådespelare och regissör. År 1908 skiljdes hon sig från sin man varför hon ändrade namn från Siri Fischer-Schnéevoigt till Siiri Alina Fischer. 
År 1937 spelade hon Aslaks hustru i den svenska långfilmen Laila, regisserad av hennes son. Schnéevoigt var även syster till dirigenten Georg Schnéevoigt.

## Filmografi (urval)
- 1937 – Laila[8][11]